# Prostitution i Nya Zeeland
| Prostitution i Nya Zeeland |
| --- |
| The Pelican Club, en massagesalong / eskorttjänst i Auckland. - Betydelse – prostitution/sexarbete i Nya Zeeland - Arbetsmiljöer – privat inomhus, gatuprostitution, på etablissemang - Historik – från 1978 i en gråzon, sedan 2003 enligt total avkriminalisering - Storlek – cirka 6 000 arbetare (2008) |

Prostitution i Nya Zeeland regleras i Prostitution Reform Act. Den ratificerades 2003 och innebar en avkriminalisering av prostitution och liknande sexarbete i Nya Zeeland. Tvångsprostitution är olagligt.
Lagändringen 2003 avkriminaliserade prostitution, inklusive gatuprostitution, bordeller, eskortagenturer och att leva på andras inkomster från sexarbete. Istället infördes en regleringsmodell liknande dem för andra yrken. Prostitution är fortfarande olagligt för personer under 18 år eller endast med besöksvisum till landet.

## Omfattning
Enligt en statlig kommitté fanns 2008 knappt 6 000 prostituerade/sexarbetare i Nya Zeeland. Denna siffra har både före och efter införandet av 2003 års lag bedömts som relativt stabil, men inhämtandet av statistik är svårt i (den nyzeeländska) sexbranschen.
2006 bedömdes 11 procent av sexarbetarna i landet syssla med gatuprostitution. Dessa siffror skilde sig dock mellan olika områden, där andelen gatuprostituerade ansågs vara minst 15 procent i Auckland och så mycket som 30 procent i Christchurch. Knappt hälften arbetar på massagesalong/bordell och resten i ungefär lika stora delar via organiserade eskorttjänster respektive i privat regi (inomhus). De minderåriga som påträffas i branschen sysslar i högre utsträckning med gatuprostitution.
Orsaken till att arbeta som sexarbetare (i Nya Zeeland) är i de allra flesta fall ekonomisk, och i en undersökning 2008 bland knappt 800 sexarbetare angavs pengar som primär anledning i 93 procent av fallen. Fria arbetstider är även en annan bidragande faktor som nämnts i intervjuer. Ofta nämns drogmissbruk och erfarenhet av övergrepp i barndomen som bidragande faktorer, men relationen mellan orsak och effekt är inte klarlagd.

## Historik

### 1700- och 1800-talet
Under sent 1700- och tidigt 1800-tal rörde sig europeiska sjömän, valfångare och säljägare i nyzeeländska kustvatten. Ibland bytte man musköter och andra varor till maori-män, i utbyte mot sexuell tillgång till lokala kvinnor. Tillfälliga förhållanden etablerades mellan sjömän och lokala kvinnor, vilka fick tillgång till kläder och andra varor. Det finns även exempel på tvingad prostitution samt påståenden om barnprostitution.
Efter 1840 års undertecknande av fördraget vid Waitangi ökade de koloniala bosättningarna i storlek, och förekomsten av barer och bordeller ökade. Männen var fler än kvinnorna i de flesta av dessa samhällen, och en siffra från 1858 anger 131 män per 100 kvinnor. En ökande andel europeiska kvinnor kom att se sin chans att tjäna pengar genom den större efterfrågan på sexuella tjänster, medan de inhemska maorikvinnorna inte var lika hågade att blanda sig i sexbranschen. Efterfrågan ökade ytterligare under guldruscher, som på 1860-talet där de flera tusen guldgrävarna i Otago också förde med sig en ökad tillgång på matleverantörer, sprithandlare och prostituerade.
Även mängden bordeller ökade. 1869 fanns 28 namngivna bordeller i Christchurch och 26 i Dunedin. I Wellington fanns ett prostitutionsstråk vid Te Aro, medan motsvarande område i Auckland var Upper Queen Street. Prostitutionens ökande synlighet väckte anstöt och oro för smittspridning, och 1869 infördes en Contagious Diseases Act. Denna innebar att alla kvinnor som kunde ses som en prostituerad tvingades till obligatoriska hälsoundersökningar; de prostituerades kunder berördes ej. Under sent 1800-tal tolererades prostitutionen, så länge den inte syntes.

### 1900-talet
Under första världskriget rapporterades om soldaters utnyttjande av prostituerades tjänster stationerade utomlands. Hälsoaktivisten Ettie Rout blev känd för sina insatser för att bekämpa könssjukdomarna hos de nyzeeländska soldatena med förebyggande medel som renlighet och kondomer. Under andra världskriget fanns en allmän oro om riskerna för nyzeeländska kvinnor i kontakten med amerikanska soldater på plats i landet.
Under 1950-talet uppmärksammades Flora MacKenzie, som vid sex olika tillfällen dömdes för att driva bordell i Auckland. Under 1960- och 1970-talet ökade samhällsdebatten omkring prostitutionen, och många bordeller började marknadsföra sig som massagesalonger.
I 1961 års nyzeeländska brottslagstiftning var all form av prostitution eller främjande av prostitution förbjudna, med straff på upp till fem år i fängelse. Däremot var inte tillhandahållandet av (andra) sexuella tjänster mot betalning olagligt.
Från 1978 och fram till 2003 var nyzeeländsk prostitution som skedde inomhus reglerad av Massage Parlours Act 1978, vilken i praktiken tillät bordeller att verka under en täckmantel av massagesalonger. Denna lag definierade dock massagesalonger som allmän plats, vilket innebär att lagar rörande kundrekrytering på allmän plats även påverkade yrkesarbetare på massagesalonger; dessa blev ibland föremål för tillslag från poliser som iklädde sig rollen som presumtiva kunder. Arbetarna på salongerna avkrävdes också sitt namn och sin adress till polisen. Annonsering kring utbudet av sexuella tjänster (soliciting), drivande av en bordell och inkomster från någon annans prostitution var förbjudna. Däremot var sexköp inte kriminaliserat, något som skapade en dubbel standard kring prostitutionen.
Trots Massage Parlours Act och andra lagar som instiftats i syfte att undertrycka prostitution, rådde i slutet av 1900-talet i praktiken en avsevärd tolerans emot sexarbete. Dessa lagar förändrades i grunden i juni 2003, i samband med Prostitution Reform Act.

### Avkriminalisering 2003
| Vänster: Tim Barnett, 2015. Höger: Catherine Healy och Patsy Reddy (generalguvernör), när Healy 2018 mottog Nya Zeelands förtjänstorden. |  | Vänster: Tim Barnett, 2015. Höger: Catherine Healy och Patsy Reddy (generalguvernör), när Healy 2018 mottog Nya Zeelands förtjänstorden. |
| Vänster: Tim Barnett, 2015. Höger: Catherine Healy och Patsy Reddy (generalguvernör), när Healy 2018 mottog Nya Zeelands förtjänstorden. |  | |

2003 års lag infördes efter mångårigt förberedande lagarbete av Tim Barnett (tidigare parlamentsledamot och senare generalsekreterare av Nya Zeelands Labour Party) och Catherine Healy (nationell koordinator för New Zealand Prostitutes Collective, NZPC). NZPC är en statlig stödd organisation som grundades 1987 som del av en nationell satsning för att bekämpa Hiv/aids.
1978 års Massage Parlours Act blev i slutet av 1980-talet plötsligt ifrågasatt, eftersom landets polismyndighet meddelade att lagen i praktiken tillät kommersiellt sexarbete inomhus. Som följd av detta organiserades en arbetsgrupp bestående av NZPC och flera liberalfeministiska organisationer (inklusive National Council of Women New Zealand och National Collective of Independent Women's Refuges) kring framtagandet av ett lagförslag för avkriminalisering av prostitution som sådant. Barnett tog denna till sitt parti, som stödde det efter fri röstning hos de röstande. Lagförslaget nådde parlamentet strax efter 1999 års nyzeeländska parlamentsval, som förde Labour Party till makten med dess ledare Helen Clark som premiärminister.
Därefter tillsattes en parlamentskommitté som under de kommande två åren tog in 222 texter från olika remissinstanser, varav 56 med feministisk koppling. 40 av dess "feministiska" stödde en avkriminalisering av prostitution, medan de övriga 16 stödde ett införande av den "svenska modellen". Slutligen rekommenderade kommittén en lag till stöd för en avkriminalisering, och denna antogs 2002 till röstning i parlamentet med en marginal på åtta röster. När lagförslaget sedermera antogs i parlamentet med endast 60 röster för och 59 emot, var detta efter att lagförslaget genererat ett starkt motstånd från evangeliska kristna och ett då mer konservativt präglat parlament. Stöd för lagen kom dock från bland annat den offentliga hälsosektorn och HBTQ-rörelsen.
Lagens syfte var att  avkriminalisera prostitution (utan att ta ställning till fenomenets moraliska värde) samt:
- skydda sexarbetarnas mänskliga rättigheter och stärka deras skydd mot utnyttjande
- befrämja sexarbetarnas välbefinnande, hälsa och trygghet
- befrämja den allmänna hälsan
- förbjuda personer under 18 år att prostituera sig
- införandet av vissa relaterade reformer

### Efter lagens införande
Motståndare till Prostitution Reform Act befarade att dess införande skulle leda till en explosion av bordeller och människohandel, och i detta syfte kopplades lagen till en obligatorisk översyn av dess effekter efter fem års tid. 2008 fann denna statliga genomgång att sexbranschen i landet inte ökat i storlek och att många av de sociala problem som motståndarna pekat på inte förverkligats. Kommittén som var ansvarig för översynen lät också Christchurch School of Medicine genomföra en oberoende utvärdering av lagen, där över 90 procent av sexarbetarna ansåg att lagen försåg dem med försörjning samt lagliga, hälsomässiga och trygghetsrelaterade rättigheter. 64 procent av dem menade att det nu var lättare att vägra kunder, och 57 procent ansåg att polisens attityd emot sexarbetare nu var bättre.

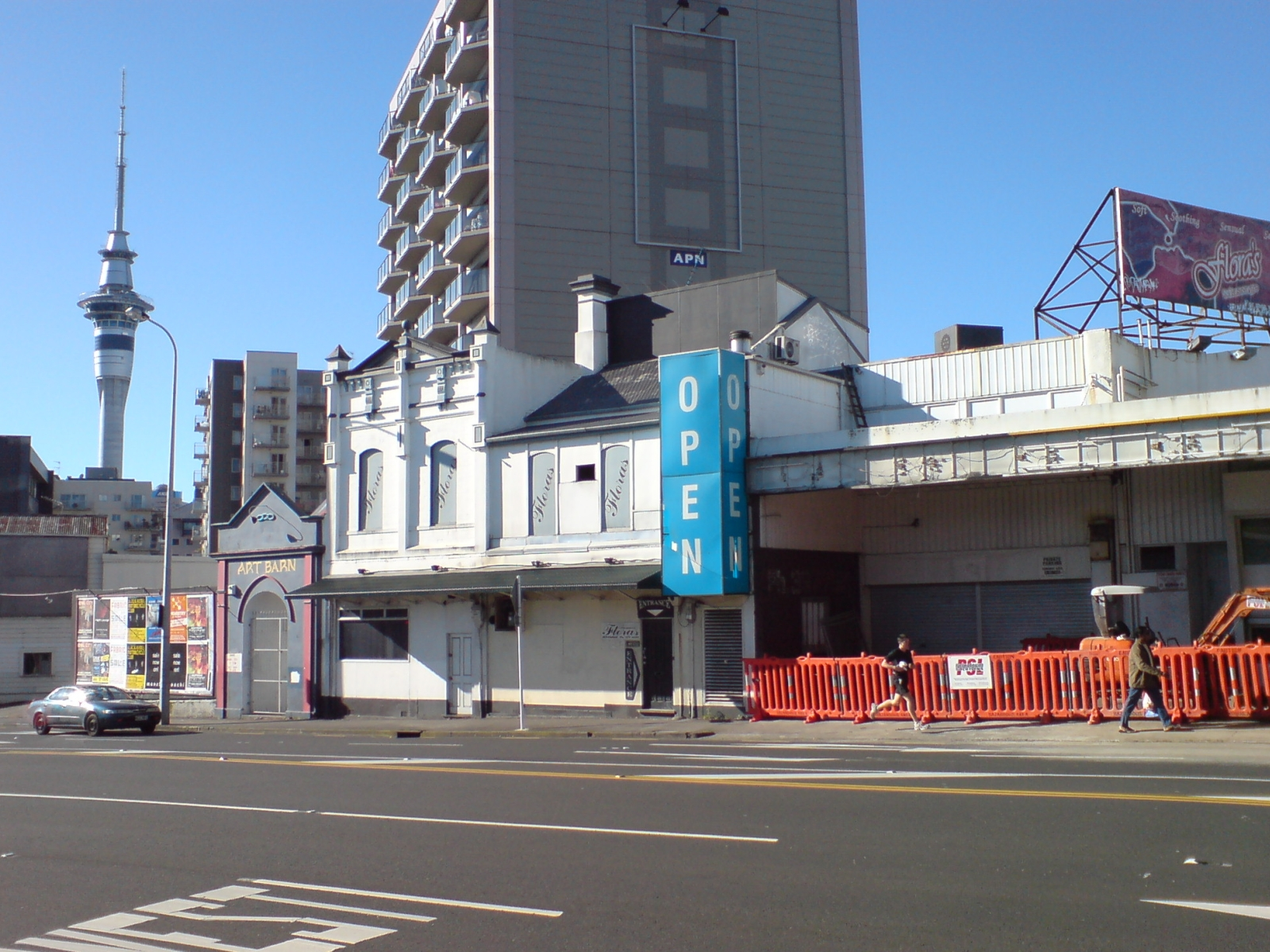
Gatuvy med bordell i Auckland 2010.

Lagen har inte avskaffat alla problem som en sexarbetare/prostituerad möter i sin vardag och sitt arbete. Arbetsgivare kan fortfarande diskriminera en person baserad på tidigare arbete, och från och till lyfts problemet med minderåriga sexarbetare; i Nya Zeeland är 18 år minimiåldern för att få sälja sex och 2008 bedömdes drygt 1 procent av landets sexarbetare vara minderåriga. Lagen hade enligt den statliga kommittén inte generellt förändrat arbetsvillkoren för sexarbetare, där arbetsgivare fortfarande verkade behandla arbetarna på samma sätt som innan (antingen klanderfritt eller med sämre villkor). Däremot har stigmat kring sexarbete börjat avta i landet, och det finns exempel på sexarbetare som framgångsrikt kunnat få igenom sina rättigheter i domstol emot bordellägare. Ett exempel på den förändrade statusen för sexarbetare i landet är att Catherine Healy 2018 fick ta emot Nya Zeelands förtjänstorden ur generalguvernör Patsy Reddys hand.
Med legal status kan en prostituerad/sexarbetare inte längre bli föremål för utpressning från bordellägare, hallickar eller kunder på samma sätt som tidigare. Barnett anser att fortsatt kampanjande för den svenska modellen kring prostitution (där sexköp är förbjudet) ökar och inte minskar sexarbetarnas utsatthet; en offentlig miljö där prostitution ses som ett problem som bör avskaffas bidrar staten till förtrycket av yrkesmänniskorna i branschen.
Införandet av USA:s FOSTA-SESTA-lagstiftning 2018 (med syftet att bekämpa Internet-baserad sexbaserad människohandel) har påverkat sexarbetare långt utanför USA:s gränser. Lagen har i båda länderna förhindrat eller försvårat sexarbetares marknadsföring av sina tjänster – genom att tvinga annonstjänster som utnyttjas av sexarbetare att stänga. Detta har i många fall lett till att de blivit tvungna att återgå/övergå till gatuprostitution eller arbete på bordell.
Användningen av kondom inom den nyzeeländska sexbranschen är hög. Detta är dock inte nödvändigtvis ett resultat av lagen, utan många sexarbetare sa sig ha infört det som krav redan i samband med Hiv/aids-epidemins spridning i slutet av 1980-talet. Lagen har inte nödvändigtvis gjort det lättare att förhindra det våld som ibland förekommer under sexarbetares yrkesutövande, men mindre spända relationer till polisen har underlättat.

## Utvärdering, kritik och jämförelser
Lagen fick stor uppmärksamhet internationellt, och de nyzeeländska sexarbetslagarna är nu några av de mest liberala i världen. De flesta nationella och internationella organisationer och nätverk som arbetar för sexarbetares rättigheter förespråkar en avkriminaliseringsmodell liknande den i Nya Zeeland.
Lagen har också fått kritik från både sexarbetare, aktivister och akademiker. Dessa menar att lagen är otillräcklig, eftersom den inte innefattar migranter utan enbart sexarbetare som är nyzeeländska medborgare. Ett lagförslag om att istället införa den svenska modellen även i Nya Zeeland, på grund av ett upplevt problem kring gatuprostitution, tillbakavisades av landets lagråd baserat på att omsorgen kring sexarbetarnas hälsa och säkerhet bättre hanterades med 2003 års lag.
Liknande lagar finns på nära håll i olika delar av Australien. Medan man i Western Australia (2000) infört lagar som motsvarar en "legalisering" av prostitution med hårda regleringar, har man i New South Wales (1995), Northern Territory (2019), Victoria (2023) och Queensland (2024) infört friare och mer tillåtande lagar motsvarande den nyzeeländska modellen – ofta benämnd som "avkriminalisering" av prostitution. Resultaten av dessa skilda lagar har varit blandade, men avkriminaliseringen i New South Wales anses ha förbättrat den personliga hälsan hos sexarbetarna, liksom möjligheten att undvika utnyttjande.